# Comuns
|  | Aquest article tracta sobre el municipi de França. Vegeu-ne altres significats a «comú». |

Comuns (en francès Comus) és un municipi francès situat al departament de l'Aude i a la regió d'Occitània.